# Каршит
Каршит — элемент мифологии алтайцев — сын Ульгеня, божество, которому поклонялось шесть поколений, который мог творить людей и скот, богатырь, который, как и его отец, мог двигать солнце и луну, разрушать чёрные леса и скалы, дробить их на куски. Он является покровителем целого ряда алтайских сеоков.
Каршита не знают и не почитают теленгиты и северные алтайцы.